# Grün 80

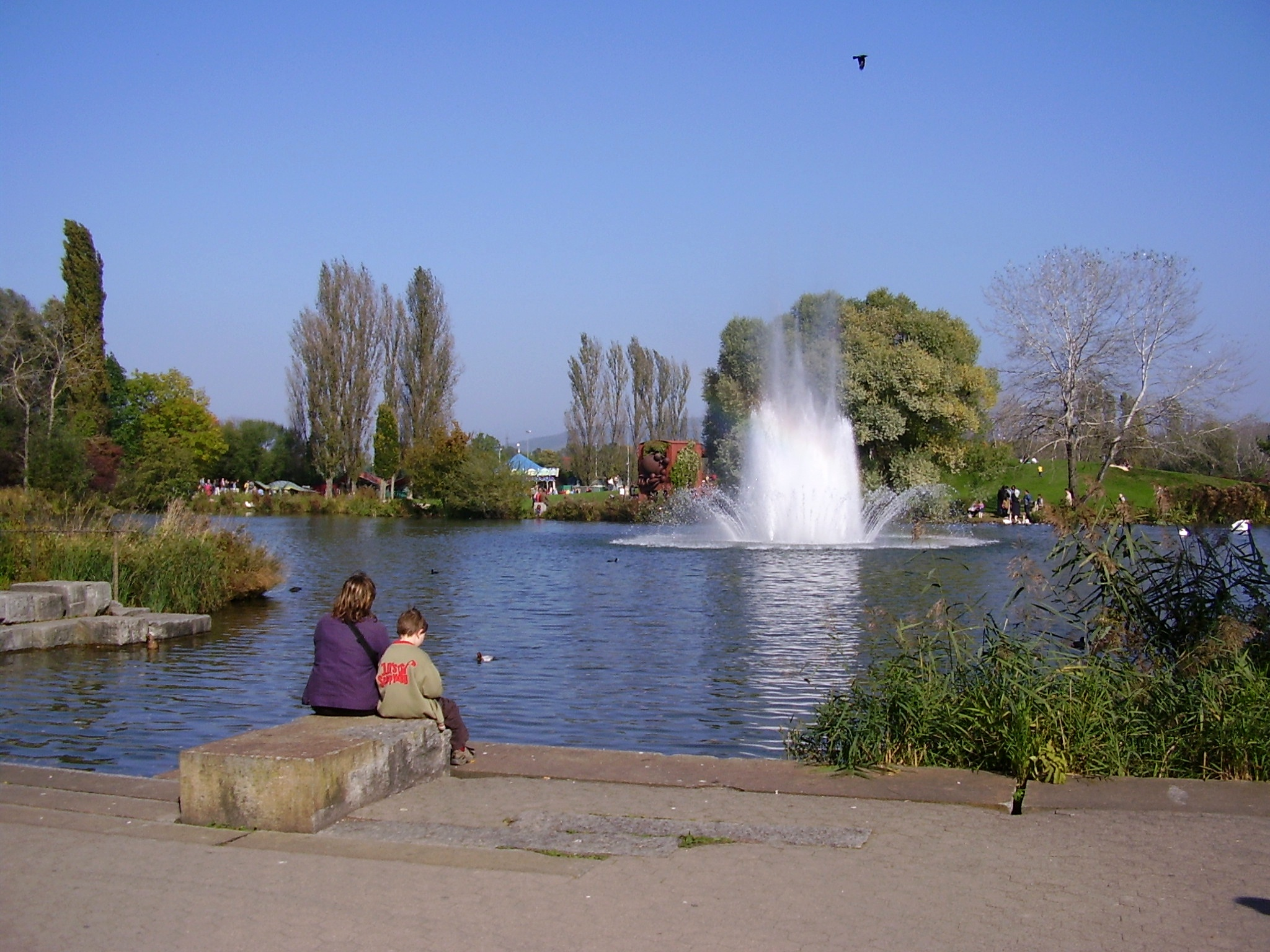
Weiher mit Springbrunnen, 2005

Grün 80 war der Name der 2. Schweizerischen Ausstellung für Garten- und Landschaftsbau 1980 in der Brüglinger Ebene, die in der Gemeinde Münchenstein liegt, teilweise aber zur Ortschaft Basel gehört. Obwohl die Tramhaltestelle «Neue Welt» und das eigentliche Gelände «Park im Grünen» heissen, hat sich seit damals die Bezeichnung «Grün 80» für die immer noch bestehende Parkanlage erhalten.
Der Park ist rund um die Uhr öffentlich zugänglich und über die Tram- und Bushaltestelle Neue Welt auf kurzem Weg erreichbar. Über die S-Bahn-Haltestelle Basel Dreispitz oder die Tramhaltestelle St. Jakob erreicht man den angegliederten Botanischen Garten.

## GartenbauausstellungGrün 80

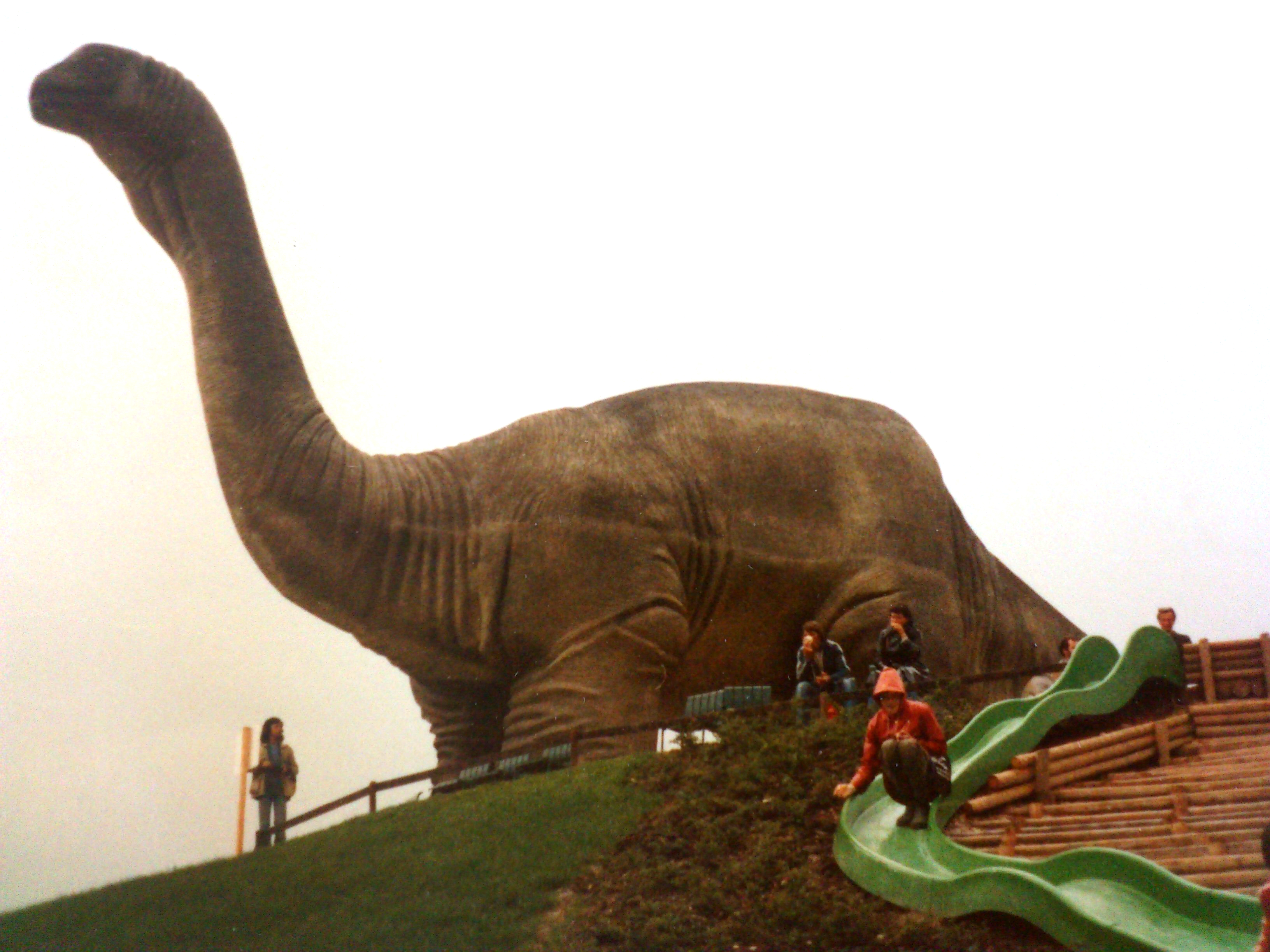
«Dino» im Jahr 1980

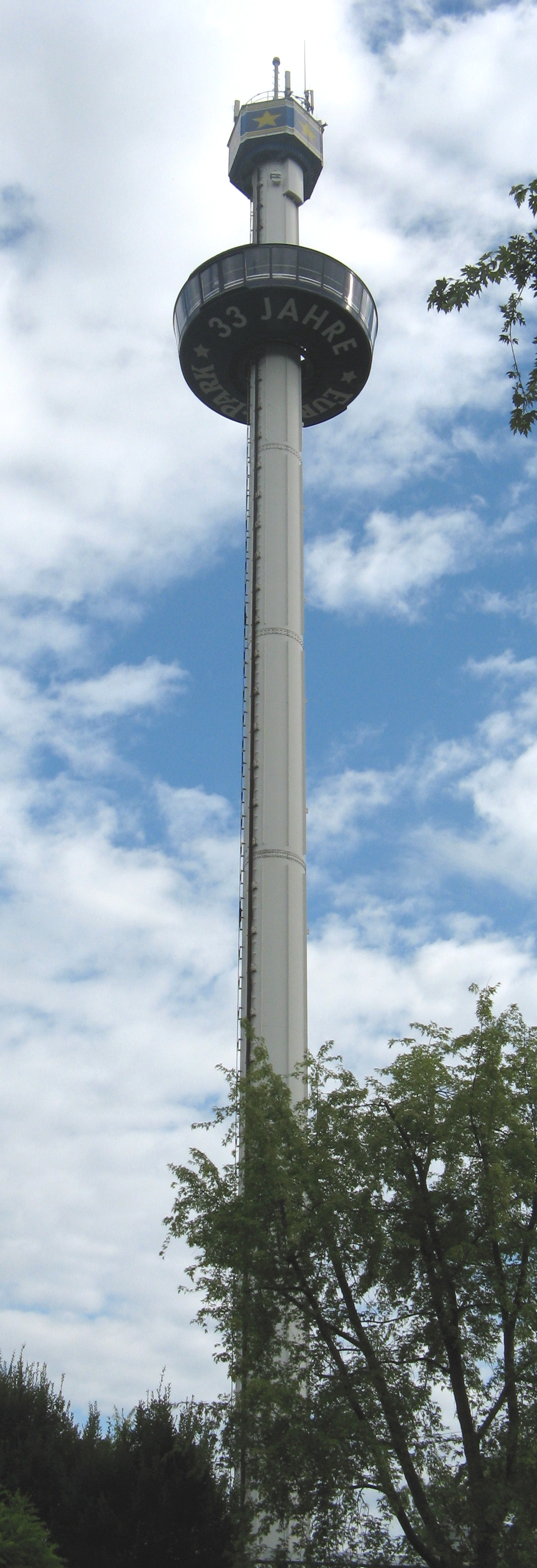
Die Attraktion Tour St. Jaques (St. Jakobs-Turm) steht heute im Europa-Park

Am 12. April 1980 wurde die Grün 80 durch Bundespräsident Georges-André Chevallaz eröffnet. Sie dauerte bis zum 12. Oktober. Für die Ausstellung waren auf einer Fläche von 46 Hektaren 13'000 Bäume und Sträucher gepflanzt worden; die Kosten der Ausstellung beliefen sich auf rund 60 Millionen Franken.
Eines der Wahrzeichen war der «Dino», eine grosse Saurier-Figur aus Beton, die bis Anfang 2005 erhalten blieb. Wegen Überalterung und der damit verbundenen Einsturzgefahr musste der Dino, der ursprünglich nur für die Dauer der Grün-80-Ausstellung vorgesehen war, abgerissen werden. Ein weiteres Wahrzeichen der Ausstellung war ein 75 Meter hoher Gyro-Tower mit drehbarer Aussichtsplattform, die wie ein Lift hoch- und heruntergefahren werden konnte. Dieser wechselte im Folgejahr zur Bundesgartenschau in Kassel und 1982 zur Floriade in Amsterdam, bevor er 1983 als Euro-Tower seinen dauerhaften Standort im Europa-Park fand.
Eine weitere Attraktion war ein Monorail, das die verschiedenen Teile des Parks miteinander verband. Es wurde nach Ende der Ausstellung wieder abgebaut. Die wuchtige rotbraune Eisenplastik «Amboss» von Bernhard Luginbühl steht in Seeufernähe und dient als Blickfang und Kinderrutsche.
Insgesamt zählte die farbenprächtig hergerichtete Gartenlandschaft über drei Millionen Besucher; auch die britische Königin Elisabeth II. fand den Weg in die Ausstellung. Der spätere Fernsehmoderator beim Schweizer Fernsehen, Kurt Aeschbacher, war als Vizedirektor bei der Grün 80 tätig.

## Nachbarschaft
Direkt an den Park der Grün 80 grenzen die Merian-Gärten in der Trägerschaft der Christoph Merian Stiftung. Sie entstanden 2012 aus dem Botanischen Garten Brüglingen von 1967, der ein Bestandteil der Grün 80 war, und dem ehemaligen Brüglingerhof, einem landwirtschaftlichen Betrieb. Sie umfassen unter anderem einen englischen Garten, eine Kräutersammlung, einen Bauerngarten und die Anlagen des ehemaligen Hofes. Erwähnenswert sind zudem die Rhododendron-Sammlung sowie eine grosse Sammlung von Wild- und Kulturiris mit über 1500 Sorten.

## Park im Grünen
Die Genossenschaft Migros Basel verpflichtete sich, den Unterhalt des Geländes für hundert Jahre zu sichern. Zu diesem Zweck hatte sie bereits am 11. Juli 1978 die Stiftung «Im Grünen» mit Sitz in Münchenstein beurkundet. Die Pflege des Parks wird durch das Migros-Kulturprozent finanziert. Die Grün 80 enthält mehrere Weiher, Waldstücke, Freiflächen, Skulpturen, Grill-Standorte und zwei Restaurants.

## Dinosaurier-Ausstellung 2005

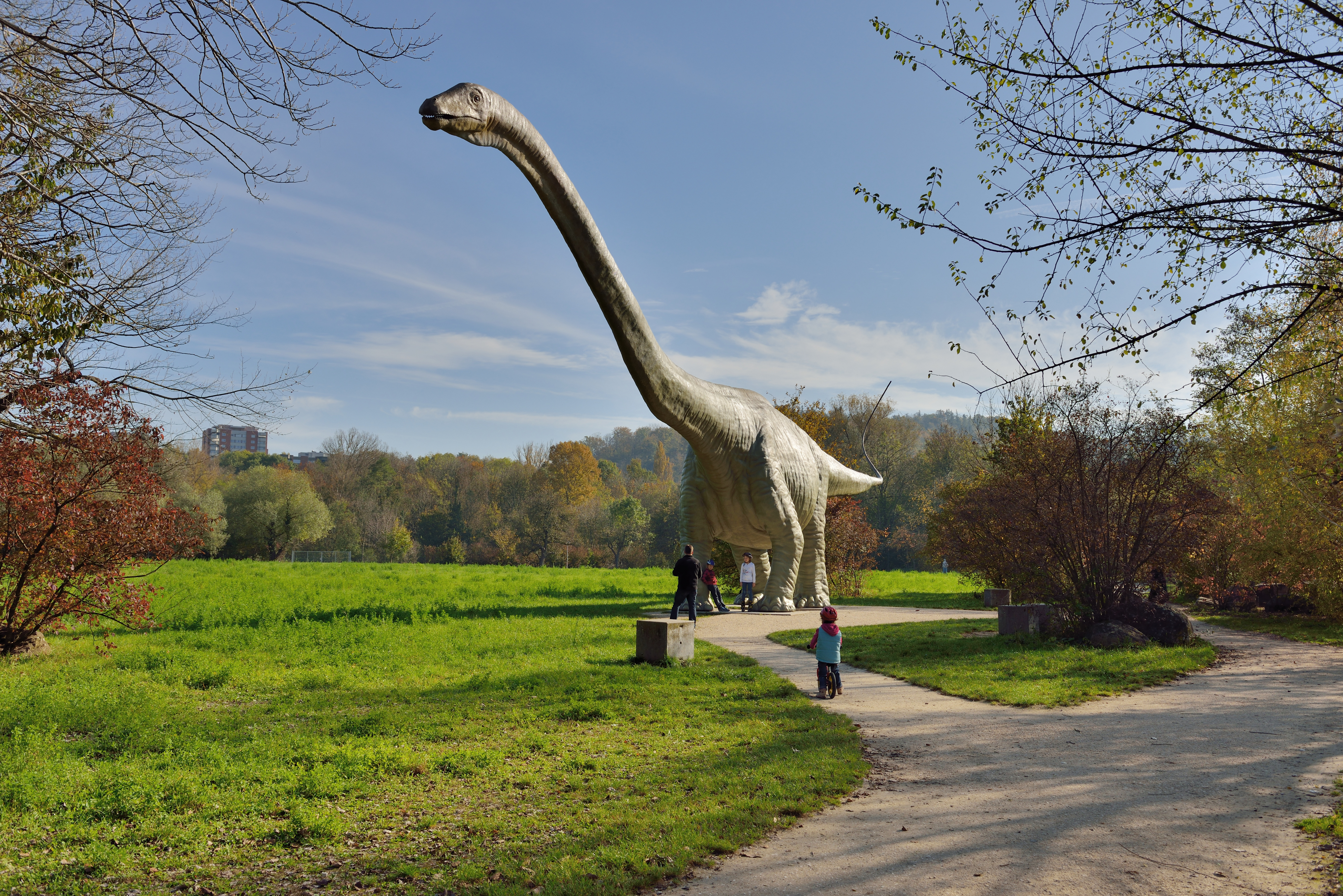
Seismosaurus in der «Grün 80»

Im Jahr 2005 fand eine aus 18 lebensgrossen und realistisch wirkenden Plastiksauriern bestehende Ausstellung statt. Mehr als 700'000 Menschen besuchten die Dino-Ausstellung, darunter viele Schulkinder. Der «Seismosaurus» – der noch viel grösser ist als der alte Beton-Dino – blieb langfristig stehen. In der Nacht auf den 21. Mai 2005 wurden die Ausstellungsobjekte von Vandalen stark beschädigt und das Ausstellungsstück «Velociraptor» verschwand spurlos. Insgesamt war laut der Migros ein Sachschaden von rund 250'000 Franken verursacht worden.